# Bring Ya to the Brink
Bring Ya to the Brink − studyjny album Cyndi Lauper wydany w 2008 roku.

## O albumie
Płyta utrzymana jest w klimacie electro, eurodance i łączy zdobycze muzyki tanecznej lat 70., 80. i 90. ze współczesnymi trendami muzyki klubowej. Płyta zadebiutowała na miejscu 41. listy Billboard 200, w Japonii dotarła do miejsca 18.
Pierwszym singlem promującym album zostało nagranie "Same Ol’ Story", które miało premierę 6 maja 2008. Piosenka dotarła na szczyt listy Billboard Hot Dance Club Play i stała się hitem w amerykańskich klubach. Wersja japońska płyty została wydana 14 maja 2008. Zawierała dodatkowo dwie piosenki: "Got Candy" oraz "Can't Breathe". Na pierwszy singel w Japonii została wybrana piosenka "Set Your Heart", która stała się tam wielkim przebojem. Dotarła do 4. miejsca listy Tokio Hot 100 i została użyta w reklamie Toyoty.
4 grudnia 2008 Lauper została nominowana za Bring Ya to the Brink do nagrody Grammy w kategorii Najlepszy Album Elektroniczny/Taneczny (Best Electronic/Dance Album).

## Lista utworów
1. "High and Mighty" (C. Lauper, The Scumfrog) − 4:43
2. "Into the Nightlife" (C. Lauper, P. Astrom, Johan Bobeck, M. Martin) − 4:00
3. "Rocking Chair" (C. Lauper, F. Buxton, S. Ratcliffe) − 3:39
4. "Echo" (C. Lauper, William Wittman, P. Astrom, Johan Bobeck) − 3:55
5. "Lyfe" (C. Lauper, M. Greene, S. Merendino, R. Fife) − 3:38
6. "Same Ol’ Story" (C. Lauper, R. Morel) − 5:54
7. "Raging Storm" (C. Lauper, R. Morel) − 5:23
8. "Lay Me Down" (C. Lauper, Andreas Kleerup) − 3:28
9. "Give It Up" (C. Lauper, S. Cornish, N. Mace) − 3:23
10. "Set Your Heart" (C. Lauper, R. Morel, G. McFadden, J. Whitehead, V. Carstaphen) − 3:42
11. "Grab a Hold" (C. Lauper, Martina Sorbara, Dan Kurtz) − 3:27
12. "Rain on Me" (C. Lauper, Axwell, A. Kronlund, P. Chou) − 4:24
13. "Got Candy" (C. Lauper, R. Morel) − 3:51
14. "Can't Breathe" (C. Lauper, A. Kronlund, P. Chou) − 3:58